# Pierre Dac
André Isaac, conocido como Pierre Dac (Châlons-en-Champagne, 15 de agosto de 1893-París, 9 de febrero de 1975) fue un humorista y actor francés.  Durante la Segunda Guerra Mundial, también fue una figura destacada de la Resistencia contra la ocupación de Francia por la Alemania nazi, gracias a sus emisiones en Radio Londres  de la BBC.
Dac fundó la revista de humor L'Os à moelle en los años 30, e inventó el Schmilblick, un «objeto rigurosamente integral que no sirve absolutamente para nada y que, por tanto, puede utilizarse para cualquier cosa». También popularizó la expresión «loufoque», formado a la manera del louchébem. También inventó el biglotrón y la famosa receta de la mermelada de fideos.
Después de la guerra, formó un famoso dúo cómico con Francis Blanche, y concibió y presentó las populares series radiofónicas Malheur aux barbus, luego Signé Furax y finalmente Bons baisers de partout.

## Biografía
Su verdadero nombre era André Isaac, y nació en Châlons-en-Champagne, Francia, en el seno de una modesta familia alsaciana de origen judío, originaria de Niederbronn-les-Bains e instalada tras la derrota de 1870 en Châlons-en-Champagne, donde su padre trabajaba como carnicero. Movilizado en agosto de 1914, al día siguiente de cumplir veintiún años, regresó del frente cuatro años más tarde con dos heridas, una de ellas de doce centímetros en el brazo izquierdo, producida por un obús. Finalizada la Primera Guerra Mundial, Pierre Dac vivió gracias a pequeños trabajos en París. En los años 1930 fue cantante en varios cabarets, entre ellos el Vache Enragée, el Théâtre du Coucou, el Théâtre de 10 Francs, el Casino de Paris, el Noctambules, y La Lune Rousse, en Montmartre. René Sarvil le escribió numerosos textos para sus espectáculos. En 1935 creó un programa radiofónico de humor, La Course au Trésor, y presentó otro, la Société des Loufoques, con los cuales obtuvo un gran éxito.
En 1938 fundó L'Os à moelle, organe officiel des loufoques, una publicación humorística de nombre inspirado por François Rabelais y por su padre carnicero (la palabra loufoque procede del argot de los carniceros, el louchébem, que significa loco), y en la cual colaboraban el cantautor Robert Rocca o los dibujantes Jean Effel y Roland Moisan. Desde su primer número anunció la constitución de un « Ministerio loufoque». Sus pequeños anuncios — la mayor parte escritos por Francis Blanche — vendían betún para ennegrecer túneles, portamonedas estancos para dinero líquido, agujeros para plantar árboles, etc. La publicación, muy anti-hitleriana, desapareció tras ser publicado el n° 109 el 7 de junio de 1940. El equipo de la publicación se vio obligado a abandonar París tras la ocupación. A pesar de ello, se editó episódicamente entre 1945 y 1946, y después hacia 1965, con nuevos talentos como René Goscinny (Les aventures du facteur Rhésus) y Jean Yanne (Les romanciers savent plus causer français en écrivant).
Refugiado desde 1940 a 42 en Toulouse, Pierre Dac decidió ir a Londres en 1941, pero fue arrestado dos veces cuando intentaba cruzar los Pirineos, ingresando en la Cárcel Modelo de Barcelona como consecuencia de la primera detención, y en Perpiñán tras la segunda. Finalmente consiguió viajar a Portugal y, tras pasar por Argel, llegar a Londres.
Convertido en el humorista de las emisiones en francés Les Français parlent aux Français de Radio Londres a partir de 1943, parodió las canciones de moda a fin de ridiculizar a la Francia de Vichy, a los colaboracionistas y al régimen nazi. Fue, entre otros, la voz del célebre eslogan de Jean Oberlé: « Radio París ment, Radio Paris ment, Radio Paris est allemand» con la música de la cucaracha.
Cuando el 10 de mayo de 1944 Philippe Henriot, en Radio París, señaló el origen judío de Pierre Dac y cuestionó su interés por Francia, el humorista le respondió en Radio Londres con un lapidario discurso bautizado « Bagatelle sur un tombeau».
Tras la Liberación, Dac volvió a París, ingresando en la logia « Les Compagnons ardents», de la Gran Logia de Francia, el 18 de marzo de 1946. Fue miembro de la misma hasta 1952, y concibió una parodia de rito masónico célebre en la francmasonería en Francia, "Grande Loge des Voyous, Rituel du Premier Degré Symbolique". Además, en esa época actuó en cabarets y teatros parisinos, entre ellos ABC, Les Trois Baudets, el Olympia de París, el Alhambra de París, el Théâtre de Paris, o el Théâtre Édouard VII.
Al mismo tiempo formó con Francis Blanche un dúo al que se deben numerosos sketches, entre ellos el famoso Le Sâr Rabindranath Duval (1957), y una serie radiofónica, Malheur aux barbus, emitida desde 1951 a 1952 en France Inter (213 episodios), y publicada en libro en el mismo año; los personajes y sus aventuras fueron retomados entre 1956 y 1960 en la cadena Europe 1 bajo el título Signé Furax (1034 episodios). Más tarde, entre 1965 y 1974, y en compañía de Louis Rognoni, Pierre Dac creó la serie Bons baisers de partout (740 episodios), una parodia de las series de espionaje de los años 1960, y que se emitió por France Inter.
Algunas personas han apodado a Dac el « Rey de los Loufoques», por su capacidad para crear el absurdo a partir de lo real. Su texto Le biglotron fue a menudo citado por los aficionados a la dépédantisation (sacar conclusiones claras de explicaciones complejas y oscuras). Fue el inventor del Schmilblick, que « no sirve absolutamente para nada, y que por ello puede servir para todo.»
Entre 1964 y 1966 volvió a publicar L'Os à Moelle. En 1965 se declaró candidato a las elecciones presidenciales de Francia de 1965 por el MOU, Movimiento ondulatorio unificado, con el eslogan « Son tiempos difíciles! Viva el MOU!». Designó a Jacques Martin como primer ministro, y a Jean Yanne y René Goscinny como dos de sus futuros ministros. A petición del Presidente de la República Francesa, y para no enojar a Charles de Gaulle, Dac renunció y abandonó su campaña.

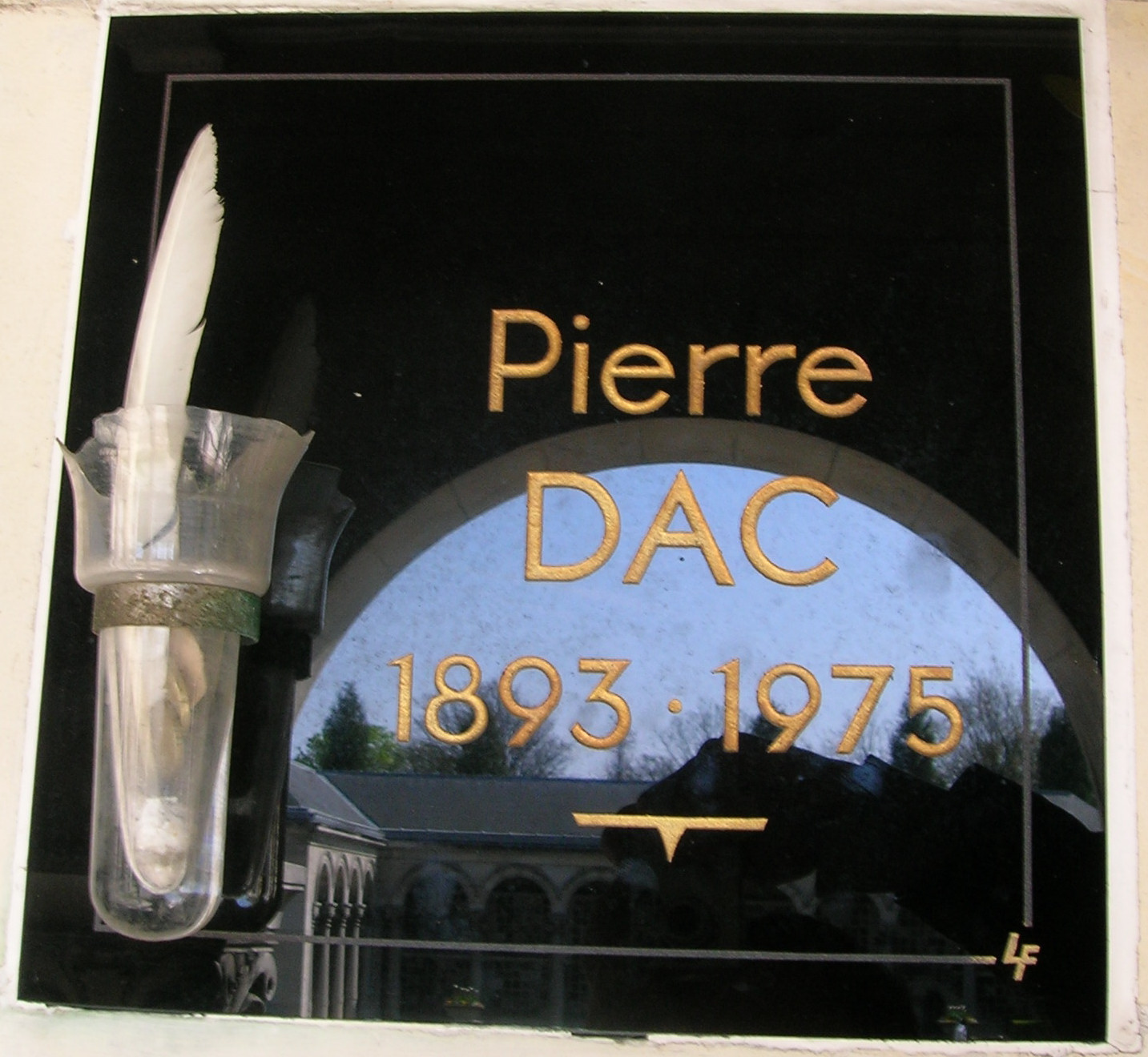
Placa conmemorativa en el Cementerio del Père-Lachaise.

A pesar de sus éxitos, Pierre Dac seguía siendo un hombre modesto, y falleció en París en 1975 apartado de cualquier notoriedad. Fue enterrado en el Cementerio del Père-Lachaise, en París.

## Distinciones
- Caballero de la Legión de Honor (octubre de 1945)
- Croix de guerre 1939-1945
- Croix de guerre 1914-1918
- Médaille de la Résistance

## Filmografía

### Cine
- 1930: Degreve, de André Chotin – también guionista
- 1932: Le Bidon d'or, de Christian-Jaque
- 1932: Les Gaietés de l'escadron, de Maurice Tourneur
- 1932: Le Fada, de Léonce-Henri Burel
- 1932: Y'a erreur / Gilberte exagère, de Joseph Tzipine
- 1933: Les Deux Monsieurs de madame, de Abel Jacquin y Georges Pallu
- 1934: Potiche, de Abel Gance
- 1934: Voilà Montmartre, de Roger Capellani
- 1935: Juanita, de Pierre Caron
- 1939: Le Club des fadas, de Émile Couzinet
- 1940: Les Surprises de la radio, de Marcel Aboulker – también guionista
- 1949: Dernière heure, édition spéciale, de Maurice de Canonge
- 1950: Une fille à croquer / Le petit chaperon rouge, de Raoul André
- 1956: La Polka des menottes, de Raoul André
- 1960: Les Pique-assiette, de Jean Girault
- 1961: La Belle Américaine, de Robert Dhéry y Pierre Tchernia
- 1962: Césarin joue les étroits mousquetaires, de Émile Couzinet
- 1962: Le Gorille a mordu l'archevêque, de Maurice Labro
- 1964: Allez France !, de Robert Dhéry y Pierre Tchernia
- 1967: Ne jouez pas avec les Martiens, de Henri Lanoë
- 1967: Le Petit Baigneur, de Robert Dhéry
- 1973: Par ici la monnaie, de Richard Balducci
- 1973: El trío infernal, de Francis Girod

### Televisión
- 1964: L'Abonné de la ligne U, de Yannick Andréi
- 1969: Au théâtre ce soir: Le mari ne compte pas, de Roger-Ferdinand, escenografía de Jacques Morel, dirección de Pierre Sabbagh, Teatro Marigny

## Teatro
- 1936: Phèdre (à repasser), de Pierre Dac, Casino de París
- 1954: Chair de poule, de Pierre Dac y Robert Rocca, Teatro Daunou
- 1955: La Petite Maison de thé, de John Patrick, escenografía de Marguerite Jamois, Teatro Montparnasse
- 1956: Le mari ne compte pas, de Roger Ferdinand, escenografía de Jacques Morel, Teatro Édouard VII
- 1962, 1963: Pas d'usufruit pour tante Caroline, de Frédéric Valmain, escenografía de Jean Dejoux, Teatro Tristan-Bernard
- 1966: L'Instruction, de Peter Weiss, escenografía de Gabriel Garran, Teatro de la Commune

## Lista de obras
La siguiente lista de las obras de Pierre Dac ha sido confeccionada por Baudime Jam para la web de judaísmo de Alsacia y Lorena.

### Novelas y ensayos
- Ici Londres: Pierre Dac vous parle - Éd. Pierre Trémois (1945)
- Du Côté d’Ailleurs - Éd. A. Martel (1953)
- Le Jour le plus c... - Éd. Julliard (1967)
- Les Plombiers zingueurs - Éd. Robert Morel (1968)
- Un Français libre à Londres en guerre - Éd. France Empire (1972)
- Les Pensées - Éd. du Cherche midi (1972)
- Les Pédicures de l’Âme - Éd. du Cherche midi (1974)
- Essais, maximes et conférences - Éd. du Cherche midi (1978)
- Dialogues en forme de tringle - Éd. du Cherche midi (1981)
- Arrière-pensées - Éd. du Cherche midi (1998)
- Du Côté de Partout - Éd. Omnibus (2009)

### Folletines radiofónicos
Con Francis Blanche:
- Malheur aux barbus, éd. André Martel (1952-53)
- Confession de Furax, éd. André Martel (1952-53)
- Mangez de la salade, éd. André Martel (1952-53)
- Les Barbus de l’espace, éd. André Martel (1952-53)
- Le Boudin sacré, éd. Spéciale (1971-72)
- La Lumière qui éteint, éd. Spéciale (1971-72)
- Crimée... châtiment!, éd. Spéciale (1971-72)
- Malheur aux Babus, éd. Spéciale (1971-72)
- L’Atoll Anatole, éd. Spéciale (1971-72)
- M... comme, éd. Spéciale (1971-72)
- Le Gruyère qui tue, éd. J.C. Lattès (1976)
- Le Parti d’en rire, éd. du Cherche midi (1983)
- Faites chauffer la colle!

Con Louis Rognoni:
- Opération Tupeutla, éd. du Cherche midi (1982-84)
- Opération Psychose-toujours, éd. du Cherche midi (1982-84)
- Psychose de plus en plus, éd. du Cherche midi (1982-84)
- Informations secrètes du colonel de Guerlasse (1963-65) sur R.T.F. Inter.

### Canciones y monólogos
- Une histoire à l'eau - "Les Chansons de la Butte" (n° 2, 1923)
- Lettre à Fortugé - "Les Chansons de la Butte" (n° 3, 1923)
- Par abonnement - "Les Chansons de la Butte" (n° 5, 1924)
- Réception présidentielle - "Les Chansons de la Butte" (n° 8, 1924)
- On est net - "Pandore" (n° 7, diciembre 1934)
- Polka-Picon - Éd. Picon
- Les Chansons de Pierre Dac à la Radio de Londres - Éd. Masspacher (1945)
- La Valse en Mineur - Éd. Marcel Labbé
- Printemps - Éd. Jean Picot
- Ça manque d'ambiance - Éd. Jean Picot
- Hommage au mage - Éd. Jean Picot
- Cent Histoires de fous et folles histoires - Éd. Théâtrales
- Mangeons! - Éd. Herpin
- Un Président républicain - Éd. Herpin
- Le plus beau jour de la vie - Éd. Herpin
- Quand on a quinze ans - Éd. Herpin
- Les Pèlerins de Grenoble - Éd. Herpin
- Le Jour de la Révolution - Éd. Herpin
- La Combinaison Mayer - Éd. Herpin
- Méprise du Schorer - Éd. Herpin
- Ne retiens rien - Éd. Herpin
- Inauguration automobile - Éd. Herpin
- Par abonnement - Éd. Herpin
- Chez le tailleur - Éd. Herpin
- À l'ombre de Vespasien - Éd. Herpin
- Les Fumistes - Éd. Herpin
- La grosse Anguille et la Moule - Éd. Herpin
- École de la politique - Éd. Herpin
- Politique et mathématiques - Éd. Herpin
- La Journée d'un piéton - Éd. Herpin
- Les cochons de payants - Éd. Herpin
- La Visite au malade - Éd. Herpin
- Borah pro nobis - Éd. Herpin
- À quoi rêvent les vaches - Éd. Herpin
- On est heureux - Éd. Herpin
- Prière sur Montmartre - Éd. Herpin
- Si c'est pour ça - Éd. Herpin
- Ça c'est fini - Éd. Herpin
- Le Péril rouge - Éd. Herpin
- Ne vous arrêtez pas - Éd. Herpin
- Le Jugement dernier - Éd. Herpin
- La Der' des Der' - Éd. Herpin
- Non, merci - Éd. Herpin
- Hoch - Éd. Herpin
- Ça va mieux - Éd. Herpin
- Prière fiscale - Éd. Herpin
- Le Cheik sans provisions - Éd. Herpin
- Les Points d'un pacte - Éd. Herpin
- Fantaisie - Éd. Herpin
- Napoléon le Petit - Éd. Herpin
- Nous sommes maudits - Éd. Herpin
- Chiqué festival - Éd. Herpin
- Les Parents - Éd. A. Molinier
- Les Énervés - Éd. A. Molinier
- On n'sait pas c'qu'on veut - Éd. A. Molinier
- V'là le bon vieux temps - Éd. A. Molinier
- C'est pas rigolo d'être drôle - Éd. A. Molinier
- On manque d'Idéal - Éd. A. Molinier
- On se prépare - Éd. A. Molinier
- Le Martyre de l'Eunuque - Éd. A. Molinier
- Jour sans faste - Éd. A. Molinier
- Le Timide - Éd. A. Molinier
- Le Permis de Conduire - P. Beuscher
- Un Retour difficile - France Music
- Neuf chansons érotico-philosophiques - Musique: René Landemar

### Artículos y textos diversos publicados en prensa
- Ça me fait tout drôle... - "France" (n° 986, 29 de octubre de 1943).
- Impressions d’Angleterre - “Accord” (noviembre 1943).
- Bulletin météorologique de l'Ordre Nouveau - “Accord” (n° 5, 1943-44).
- Essai sur la cuisine anglaise - "France" (15 de diciembre de 1943).
- Compte de Noël - "France" (diciembre 1943).
- À vos poches, à vos pubs - "France", (febrero 1944).
- Alerte au Spam - "France", (24 de marzo de 1944).
- De quelques effets de la guerre des nerfs - "France", (16 de mayo de 1944).
- Commentaire sur l'avion sans pilote ou V1 - "France", (20 de junio de 1944).
- Chansons - “La France libre” (n° 45 - 15 de julio de 1944)
- J'ai dit tout haut de Londres ce qu'on pensait tout bas en France - “Résistance” (n° 29 - 5 de septiembre de 1944).
- De l’eau de Vichy à l’eau de Cologne - “La France au combat” (n° 66, 15 de marzo de 1945).
- Du stalag à Paris avec Eux - “Point de Vue” (n° 1, 23 de marzo de 1945).
- Dans Karlsruhe avec la première armée française - "La France au Combat", (12 de abril de 1945).
- À l’ombre des blaireaux en fleurs - “La France au combat” (n° 76, 9 de agosto de 1945).
- Les Enquêtes de l’Inspecteur Poileau-Luc - “V” (1947)
- Le Salon de l'Automobile - “La Belle France” (n° 76 - octubre 1947)
- Les origines du courrier du cœur - “France Hebdo” (n° 265, 19 de abril de 1949)
- Les entresols de Saint-Germain-des-Prés - “France Hebdo” (n° 266, 26 de abril de 1949)
- rubrique Des victimes vous parlent - "Détective" (n° 265, 30 de julio de 1951)
- Hommage au Crapouillot - “Le Crapouillot” (n° 66, mayo 1965)
- Après la bataille - “Plexus” (n° 1, 1966)
- Le Ministère du moral - "Noir et Blanc" (n° 1239, 26 de diciembre de 1968)

### Prefacios
- Les Mémoires de Péhun (Pierre Beauvois) - Éd. Goélette (ca. 1945)
- Une Bombe à tout casser (Guy Verdot) - Éd. Pierre Fanlac (1946)
- Une Heure avec Jean Rigaux - Éd. Raoul Solar (1948)
- L’Éminence verte (Roméo Carles) - Éd. Raoul Solar (1950)
- Klette (Léo Campion) - Éd. Calmann Levy (1955)
- Quand les pigeons auront des crocs (André Delcombre) - (1962)
- Salut mon pope! (San-Antonio) - Éd. Fleuve Noir (1966)
- Comment ne pas les manquer (Jérôme Favard) - Éd. Roger Maria (1972)
- Tête à tête avec le cinéma (François Solo) - Éd. des Egraz (1973)
- Guide de l’étudiant parisien (Grandgousier) - (1974)
- Humour noir et homme en blanc (Claude Serre) - Éd. Roger Maria (1978)

### Periódicos
- L'Os à Moelle (109 números desde el 13 de mayo de 1938 al 7 de junio de 1940)
- L'Os Libre (102 números desde el 11 de octubre de 1945 au 15 octobre 1947)
- L'Os à Moelle (73 numéros du 23 avril 1964 à février 1966)